# تأثرية
التأثرية (الانطباعية) هو مذهب أدبي فني ظهر في النصف الثاني من القرن التاسع عشر في فرنسا يرى أن النقد الأدبي لا يخضع لأصول مرعية وقواعد عقلية بقدر ما يخضع للذوق الشخصي والتأثر الذاتي.